# Винниковское озеро
Ви́нниковское о́зеро (укр. Винниківське озеро; до 90-х Комсомо́льское) — пруд в Лычаковском районе города Львова, неподалёку от города Винники. Был создан как рекреационная зона в 1953 году в Винниковском лесу, тогда же были созданы водная и лодочная станции, пляжи.
До 1970-х годов к озеру ходил пригородный поезд от станции Лычаков.
Среди львовян довольно популярен отдых на Винниковском озере.
Севернее озера расположена трасса Львов — Винники и лесистая Давидовская гряда, на которой расположены также Чёртовы скалы.